# Bajkonur
Bajkonur (kazakul: Байконыр, Bajkongir, oroszul: Байкону́р, 1995. december 20-ig Lenyinszk) város Kazahsztánban, amelyet Oroszország 2050-ig bérel. A bajkonuri űrrepülőteret szolgálja ki. A város a Szir-darja jobb partján fekszik.
Az eredeti Bajkonur egy bányászattal foglalkozó település néhány száz kilométerre északra innen. Ezt a nevet az űrrepülőtér helyszínének titkosítása miatt adták. A mai várost 1955-ben alapították az oroszok. 
Hivatalosan 1995. december 20-án, Jelcin orosz elnök keresztelte át – ünnepélyes keretek között – Lenyinszk városát Bajkonurra.
Érdekesség, hogy a Bajkonuri űrrepülőtér (kazakul: Байқоңыр ғарыш айлағы, Bayqoñır ğarış aylağı; oroszul: Космодром Байконур) a legnagyobb orosz repülőtér. Innen indították az első műholdat 1957-ben (Szputnyik-1), és az első embert is 1961-ben (Jurij Gagarin) a világűrbe.  
1999-ben lakossága 28 766 fő volt, 2009-ben már jóval nagyobb, 36 175 fő. 2014-ben már 39 266 lakosa volt.